# سیارک ۱۲۲۵۹
سیارک ۱۲۲۵۹ (به انگلیسی: 12259 Szukalski، نامگذاری:1989SZ1) دوازده هزار و دویست و پنجاه و نهمین سیارک کشف شده‌است که در ۲۶ سپتامبر ۱۹۸۹ کشف شد.
قدر مطلق سیارک برابر ۱۴٫۶۰ است.